# George William Forbes

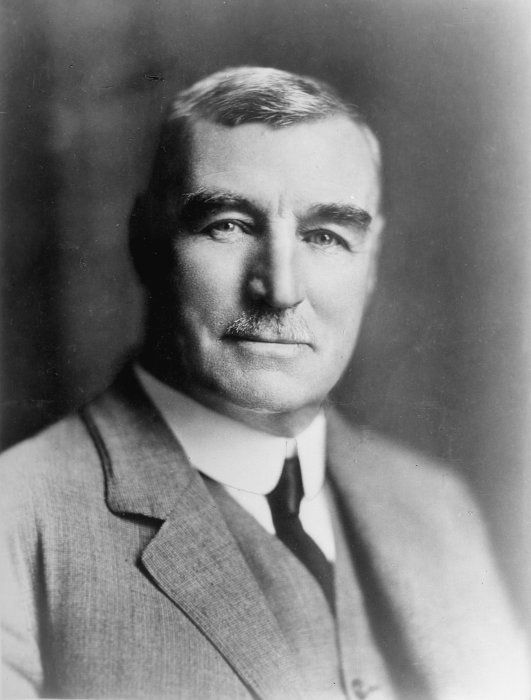
George William Forbes (um 1932)

George William Forbes (* 12. März 1869 in Lyttelton, Neuseeland; † 17. Mai 1947 in Cheviot, Neuseeland) war ein neuseeländischer Politiker und von 1930 bis 1935 Premierminister von Neuseeland.

## Frühes Leben
Forbes wurde in Lyttelton in der Nähe von Christchurch geboren. Er besuchte die Christchurch Boys’ High School, ging jedoch nicht zur Universität. Er war ein guter Sportler und trieb vor allem Leichtathletik, Rudern und Rugby, wo er Kapitän der Mannschaft von Canterbury war. Nach Abschluss der Schule arbeitete er kurzzeitig in der Handlung für Schiffsbedarf seines Vaters in Lyttelton. Später wurde er ein erfolgreicher Farmer bei Cheviot nördlich von Christchurch. Dort kam er mit der Lokalpolitik in Berührung und arbeitete vor allem im Cheviot County Council und der Cheviot Settlers’ Association.

## Einzug ins Parlament
Bei den Wahlen 1902 kandidierte Forbes erstmals erfolglos für den Wahlbezirk Hurunui als Parlamentsabgeordneter. Er trat als unabhängiger Kandidat an, da er von der Liberal Party nicht nominiert worden war. Bei den übernächsten Wahlen 1908 wurde er der Kandidat der Liberalen für Hurunui und gewann einen Parlamentssitz, den er 35 Jahre behalten sollte.
Forbes blieb eine Zeitlang Hinterbänkler. Als Parteiführer Thomas Mackenzie im März 1912 Premierminister wurde, wurde Forbes Einpeitscher der Partei. Er behielt diese Stellung, als die Partei 1912 in die Opposition ging. Allerdings hatte er einen beträchtlich höheren Status in der Partei als seine Aufgabe andeutet. Wenige sahen in ihm allerdings einen potentiellen Führer.
In den frühen 1920ern stand die Liberale Partei vor einer Entscheidung über ihre politische Zukunft. Die Regierung der Reform Party unter William Massey dominierte die politische Bühne und scharte die konservativen Wähler hinter sich. Die wachsende Labour Party hatte begonnen, die Wählerbasis der Liberalen zu unterminieren. Viele Mitglieder der Liberalen sahen eine Allianz mit der Reform Party als unabwendbar und suchten diese Kooperation, die sie gegen die „radikale“ Labour Party für erforderlich hielten. Als Massey 1925 starb, schlug der Führer der Liberalen, Thomas Mason Wilford, Masseys Nachfolger eine Fusion vor. Er schlug für den Namen der neuen Partei „the National Party“ vor. Die Liberalen wählten Forbes als ihren Repräsentanten bei einer gemeinsamen Konferenz aus. Der neue Vorsitzende der Reform Party, Gordon Coates, lehnte den Vorschlag ab, obgleich Wilford erklärte, dass die Liberalen den Namen „National“ auch dann annehmen würden.

## Parteivorsitzender
Kurz nach dem Scheitern der Fusion trat Wilford als Parteivorsitzender zurück und Forbes bekam unerwartet dessen Posten. Bei den Wahlen 1925 erreichte seine Partei jedoch nur sieben Sitze, die Reform Party 55. Den Posten des Oppositionsführers erhielt die Labour, die 12 Sitze erreicht hatte und damit ihrem Vorsitzenden Harry Holland ermöglichte, die Führungsrolle in der Opposition zu beanspruchen. Da aber in der Opposition auch noch zwei unabhängige Kandidaten saßen, blieb die Führungsfrage bis zu den Nachwahlen 1926 im Wahlbezirk Eden offen.
1927 bildete der liberale Politiker William Andrew Veitch eine Allianz mit dem früheren Organisator der Reformpartei Albert Ernest Davy. Dieser war unzufrieden mit der aus seiner Sicht paternalischen Reformpartei und ihrem Führungsstil. Die frühere Liberale Partei (noch unter dem Namen „National“) übernahm Davys neue „United New Zealand Political Organization“ und nahm den Namen United Party an. Forbes und Veitch konkurrierten um die Führung in der neuen Partei, der Posten ging jedoch an den früheren Premierminister der Liberalen, Joseph Ward. Forbes wurde einer von zwei Stellvertretern und war besonders für die Südinsel zuständig.
United wurde von Dissidenten der Reformpartei unterstützt, so dass die Partei bei den Wahlen 1928 mit Unterstützung der Labour Party eine Regierung bilden konnte. Forbes bekam das Ressort des Ministers für Ländereien und Landwirtschaft. Wards Gesundheit verschlechterte sich jedoch so weit, dass er seine Pflichten nicht mehr erfüllen konnte. Forbes übernahm de facto seine Aufgaben. 1930 trat Ward offiziell als Premier zurück und Forbes wurde Premier. Außerdem sicherte er sich das Portfolio des Finanzministers.

## Premierminister
Als Premier wurde Forbes als „apathisch und fatalistisch“ beschrieben, er reagiert auf Ereignisse, zeigte aber wenig Vision und Zielorientierung. Seine Gegner warfen ihm auch vor, sich zu sehr auf den Rat seiner Freunde zu verlassen. Die Jahre der Great Depression waren jedoch für viele Regierungen der Welt eine schwierige Zeit. Seine Verteidiger sagen daher, er habe seine Arbeit unter den widrigen Umstände der Great Depression bestmöglich getan.
Die Forbes-Regierung begann Zeichen der Instabilität zu zeigen, als Labour ihre Unterstützung der Regierung zurückzog. Die Labour Party äußerte sich unzufrieden mit einigen wirtschaftspolitischen Maßnahmen der Regierung. Forbes wollte mit diesen das Defizit in den Staatsfinanzen reduzieren und die Wirtschaft ankurbeln, Labour sah durch sie aber die Interessen der einkommensschwächeren Bevölkerungsschichten unnötig verletzt.
Ende 1931 rief Forbes zu einer großen Koalition aus United, Reform und Labour auf, um die Wirtschaftsprobleme des Landes zu lösen. Forbes kündigte vor bei einer gemeinsamen Konferenz an, dass er die von ihm für nötig gehaltenen Maßnahmen nicht ohne breite Unterstützung einführen werde. Labour verweigerte den Beitritt zu dieser Koalition. Reform unter Gordon Coates stimmte auf Veranlassung des Finanzsprechers der Partei William Downie Stewart schließlich zu.
Bei den Wahlen 1931 erreichte die Koalition aus United und Reform gute Ergebnisse und gewann zusammen 51 Sitze. Forbes blieb Premierminister, gab aber das Finanzressort an William Downie Stewart ab. Langsam mehrten sich jedoch Stimmen, dass Coates zu viel Macht habe und Forbes sich willig Coates Forderungen füge. Dies verstärkte sich, als Coates und Stewart sich über die Finanzpolitik stritten. Forbes war für seine Unterstützung von Stewarts Politik bekannt, stellte sich öffentlich aber an die Seite von Coates.
Stewart trat daraufhin zurück und wurde von Coates als Finanzminister abgelöst, so dass dieser die Koalition noch mehr dominierte. Stewart beklagte sich, dass „der Premierminister zu passiv und der Finanzminister zu aktiv“ sei. Forbes und Coates gerieten jedoch zunehmend für die fortdauernden Wirtschaftsprobleme des Landes unter Beschuss. Die Unzufriedenheit der Bevölkerung führten dazu, dass die Koalition bei den Wahlen 1935 durch Labour mit 55 zu 19 Stimmen besiegt wurde.

## Rücktritt
1935 war Forbes der Politik zunehmend überdrüssig. Er schrieb, dass er mit Downie Stewarts Beschreibung der Berufspolitik als „Sklaverei, die fälschlich Macht genannt wird“ übereinstimme. Wenn auch zögerlich, ließ sich Forbes als Oppositionsführer nominieren und ab Mai 1936 führte er kommissarisch die neue, aus Reform und United entstandene National Party, bis die Parteiführung im Oktober des Jahres von Adam Hamilton übernommen wurde.
Forbes blieb bis 1943 im Parlament und ließ sich dann nach 35 Jahren Parlamentszugehörigkeit nicht erneut aufstellen. Er lehnt den ihm angebotenen Titel eines Knight ab und starb vier Jahre später in seiner Farm Crystal Brook bei Cheviot.
Zu Ehren von Forbes wurde die Bibliothek „George Forbes Memorial Library“, Teil der Lincoln University bei Christchurch, benannt.

## Buchveröffentlichung
- Some problems of production and distribution within the British Empire. Empire Parliamentary Association, London 1930.